# Château de Vibrac
Le château de Vibrac était situé sur la commune de Vibrac en Charente, en France. Il n'en reste que quelques vestiges.

## Localisation
Les vestiges du château de Vibrac sont sur une île de la Charente sur la commune de Vibrac, entre les bourgs de Vibrac et d'Angeac-Charente. Il est visible depuis la route reliant ces deux communes, qui franchit le fleuve par des ponts coudés.

## Historique
La seigneurie de Vibrac et Angeac est ancienne. Elle englobait les paroisses de Vibrac, Angeac-Charente, Saint-Amant-de-Graves en partie et Saint-Simon en partie,.
Les premières traces d'hommages rendus aux seigneurs de Vibrac datent de 1290. Un château a donc pu exister au XIIIe siècle. Par ailleurs, au VIIIe siècle, Angeac-Charente était l'une des quatre résidences du roi franc Louis le Pieux,. C'est aussi de Vibrac qu'a été construit le Fossé au Comte, retranchement de 20 km de long creusé par les comtes d'Angoulême avant le IXe siècle pour tenter de se protéger contre les invasions normandes. Ce fossé reliait la Charente en aval d'Angoulême à la Charente en amont, jusqu'à Montignac,.
Au XIVe siècle, la terre de Vibrac appartenait à la famille de Montchaude. Hugues de Montchaude a rendu hommage à Philippe, roi de Navarre  en 1328. 
Au XVe siècle, Vibrac passe par alliance à la famille de Mareuil, seigneurs de Villebois, qui remplace le fort par le premier château. À partir de cette date jusqu'au XVIIIe siècle, les seigneurs de Vibrac et Angeac sont ceux du château de Villebois-Lavalette.
En 1541, Gabrielle de Mareuil apporte Vibrac en dot à Nicolas d'Anjou-Mézières. Il semble que vers cette époque la terre de Vibrac est érigée en châtellenie. Le 13 avril 1569 a lieu à Vibrac une escarmouche entre les troupes du duc d'Anjou et celles du prince de Condé. 
Leur fille Renée d'Anjou-Mézières épouse en 1566 François de Bourbon, duc de Montpensier, d'où un fils unique, Henri de Bourbon.
En 1596, Jean-Louis de Nogaret de La Valette, duc d'Épernon et gouverneur de l'Angoumois, acquiert Vibrac et Villebois d'Henri de Bourbon et de la marquise de Mézières.
Mais en 1660, son fils héritier, Bernard de Nogaret, duc de La Valette, n'ayant lui-même plus d'héritier et délaissant ses terres de Vibrac, Angeac et Lavalette, vendit celles-ci avec son titre à Philippe de Montaut-Bénac, marquis de Navailles,.
En 1665 le duc de Navailles et de La Valette, éloigné de la cour par Louis XIV, se retira sur ses terres de La Valette.
À la fin du XVIIe siècle, la seigneurie de Vibrac passera par alliance à la famille des Pompadour, puis en 1727 aux Courcillon.
Ceux-ci, ruinés, le vendent à une association de créanciers appelée direction Courcillon. En 1801, Vibrac est vendu aux enchères à Pierre François Mathias Foucaud, négociant à Bourg-Charente, et passe par mariages successifs au fil des XIXe et XXe siècles à différents propriétaires, le dernier étant les Viroulaud. Le château n'est alors plus qu'une ruine.
Début 2020, l'achat du château et le projet de sa restauration font l'objet d’une campagne de financement participatif par Dartagnans,.

## Architecture
Sur une île de la Charente, il ne reste que des ruines envahies par la végétation, une chapelle, un pont et des communs. 
L'ensemble formait un trapèze, orienté sud-nord, la petite base étant l'entrée au sud, et le château proprement dit fermant le côté nord.
Du château fort du XIIIe siècle reconstruit au XVe siècle, puis remanié aux XVIIe et XVIIIe siècles, il reste la façade d'entrée du XVIIIe siècle avec ses trois arcs en anse de panier, et au niveau de l'aile gauche une tour carrée médiévale flanquée d'un escalier à vis. Cette tour est fendue par moitié dans le sens de la hauteur. La façade d'entrée comportait, au-dessus des trois arcs, une terrasse encore ornée d'une balustrade au début du XXe siècle.
Le château de Vibrac a été dessiné par Claude Chastillon, dans sa Topographie française ce qui nous montre un château du XVe siècle flanqué de tours rondes précédé d'une avant-cour bordée de bâtiments bas accostés aux angles de pavillons carrés à toiture pyramidale. Jean-Paul Gaillard y reconnaît les trois pavillons (la distance entre les deux frontaux étant exagérée), et quelques murs de l'ancien château. Il en reste en particulier un gros mur et une tour prise en partie dans l'aile orientale.
Deux escaliers couverts de dômes, ainsi que la terrasse à balustrade, évoquent des travaux du XVIIIe siècle entrepris par le duc de Navailles, semblables à ceux du château de Villebois-Lavalette.

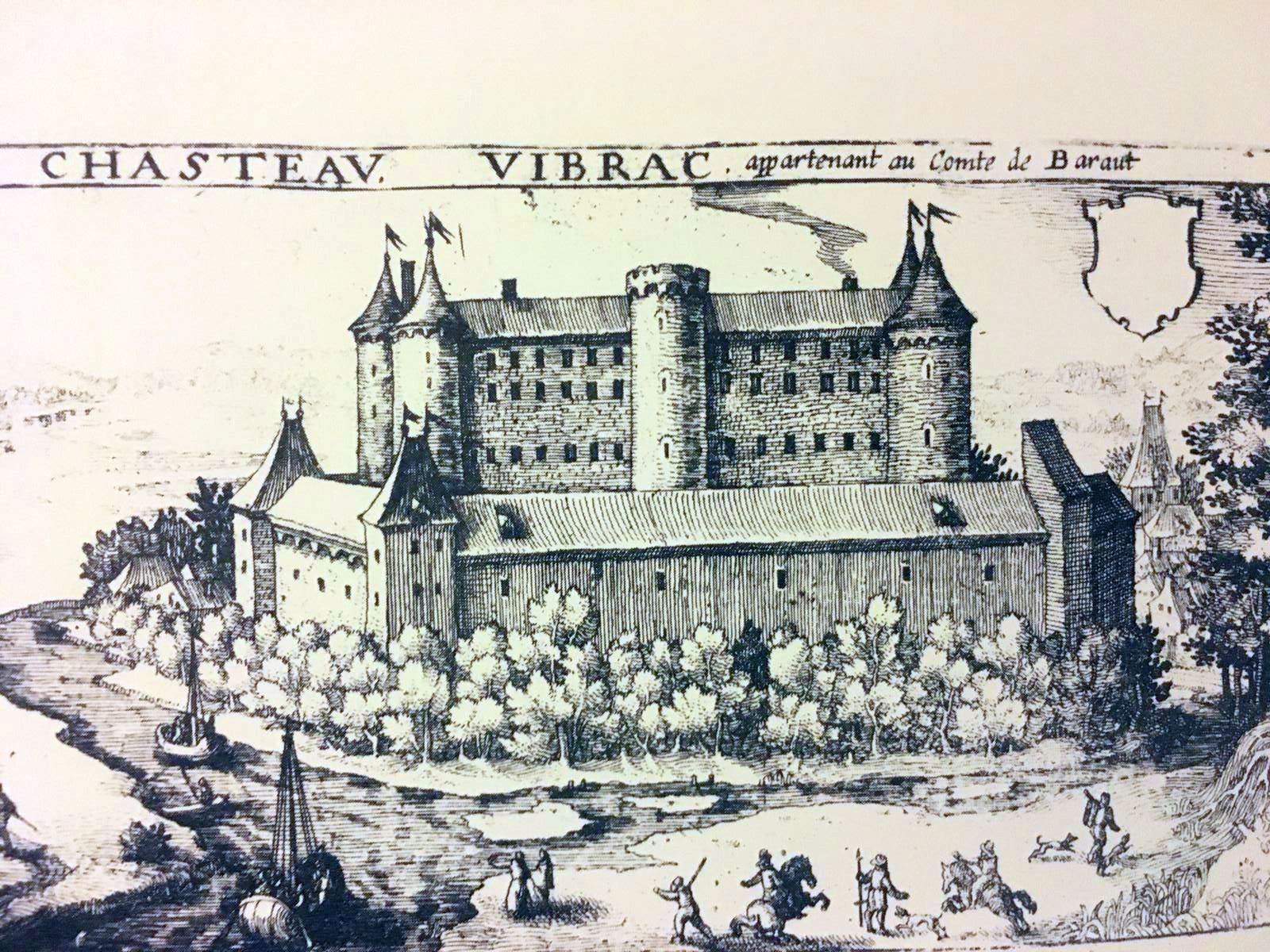
Gravure de Claude Chastillon du château de Vibrac vers 1610
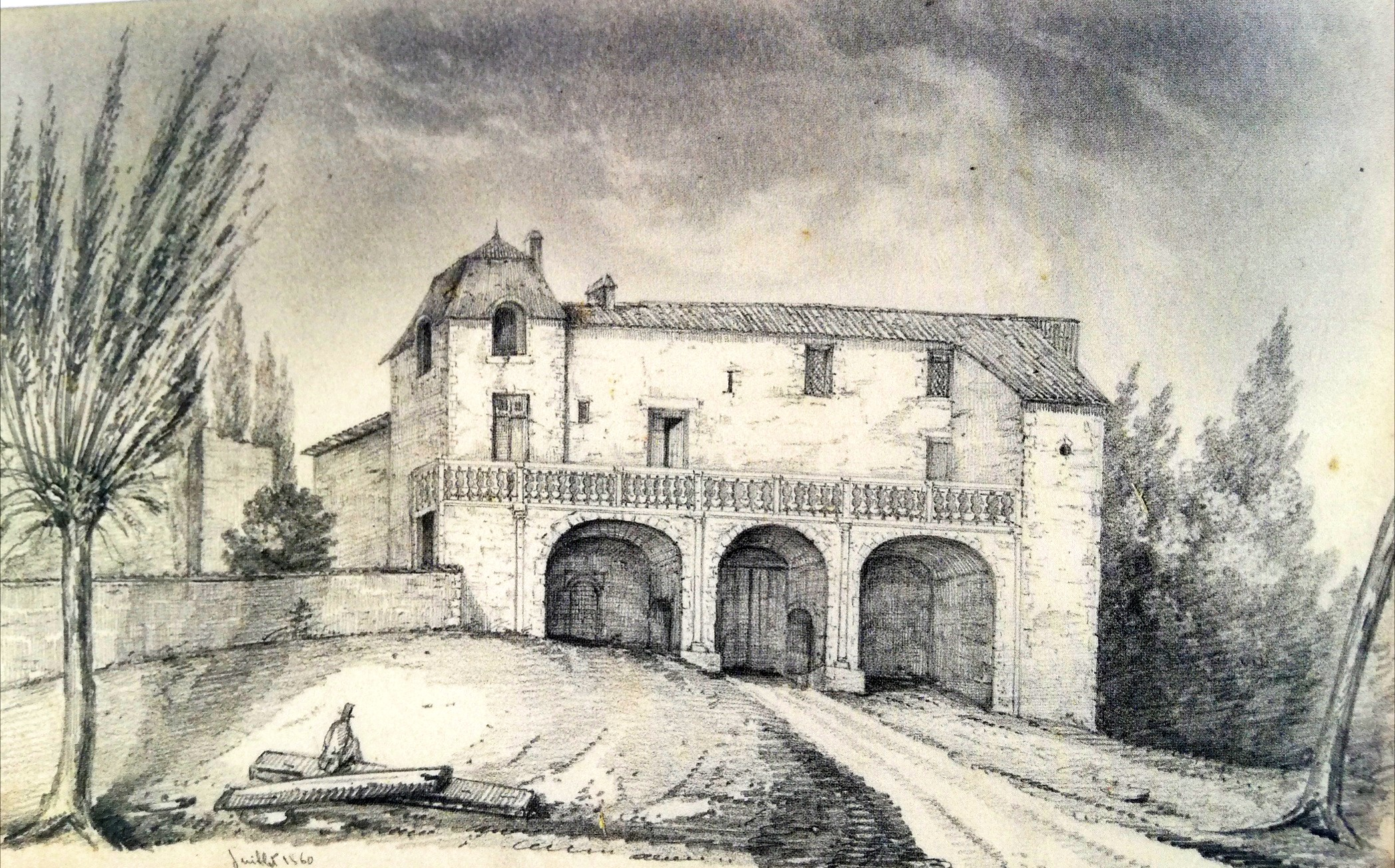
L'entrée du château, vue du sud-est, vers 1860
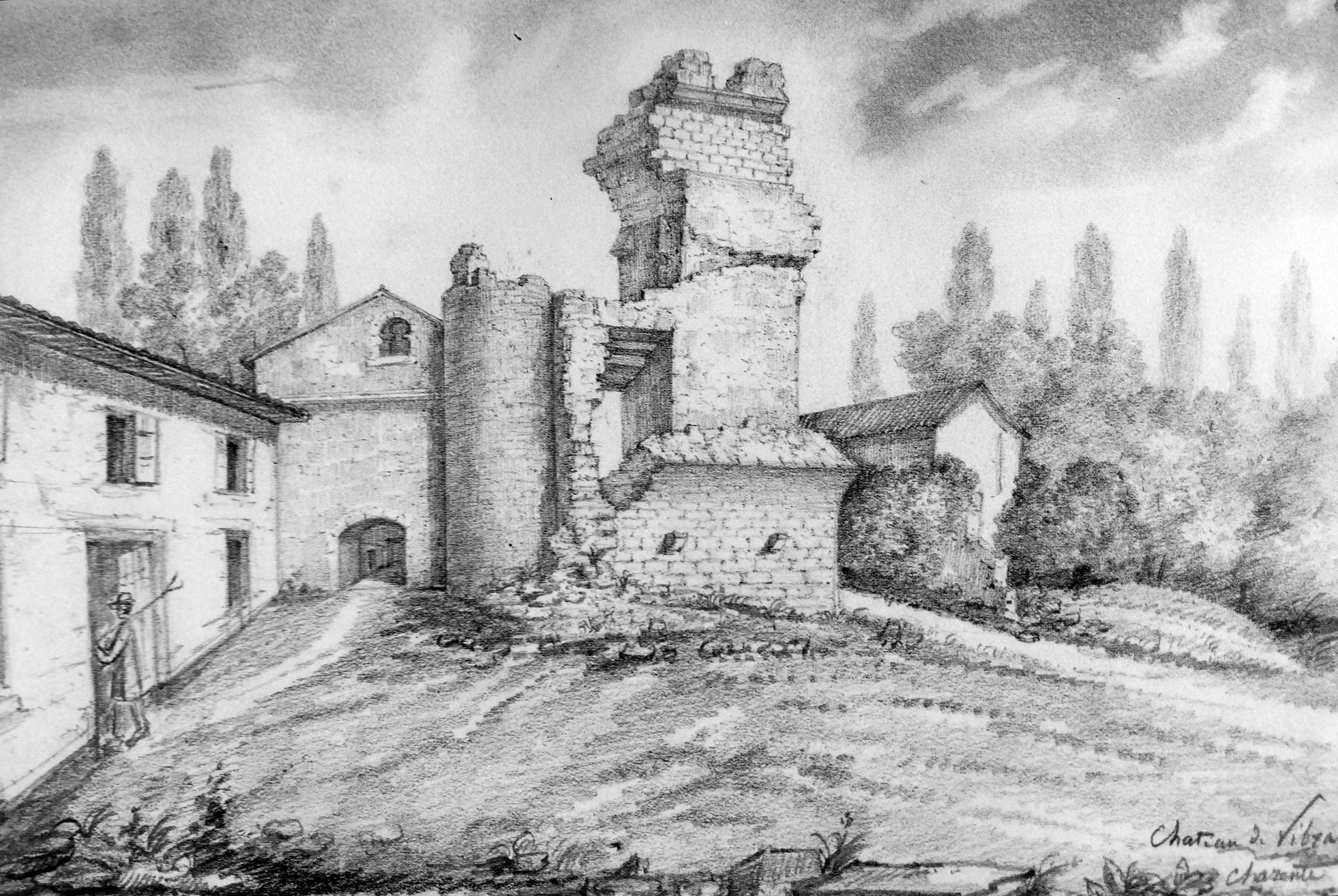
Vestige de la tour résiduelle du château, dans l'aile nord-ouest, en 1883